# Nestorianisme

Schéma des principales divergences christologiques, d'après Eliade.

Le nestorianisme est une doctrine christologique affirmant que deux hypostases, l'une divine, l'autre humaine, coexistent en Jésus-Christ. Cette thèse tire son nom d'un de ses défenseurs, Nestorius (né vers 381 - mort en 451), patriarche de Constantinople (428-431). Son enseignement est déclaré hérétique et condamné par le concile d'Éphèse (430-431). Les Nestoriens rejettent les formulations dogmatiques issues de ce concile et des suivants.
Le nestorianisme, à partir de l'Église d'Orient, est une des formes historiquement les plus influentes du christianisme dans le monde durant toute la fin de l'Antiquité et au Moyen Âge, jusqu'en Inde, en Chine et en Mongolie.  Le dominicain André de Longjumeau, qui a visité l'empereur de Chine en Mongolie en 1249, a rapporté la présence de chrétiens nestoriens dans la haute administration et jusqu'aux abords du trône. Des Églises liées à ce courant du christianisme oriental perdurent à l'est de l'Anatolie et au nord de la Mésopotamie (Turquie et Irak).

## Origine

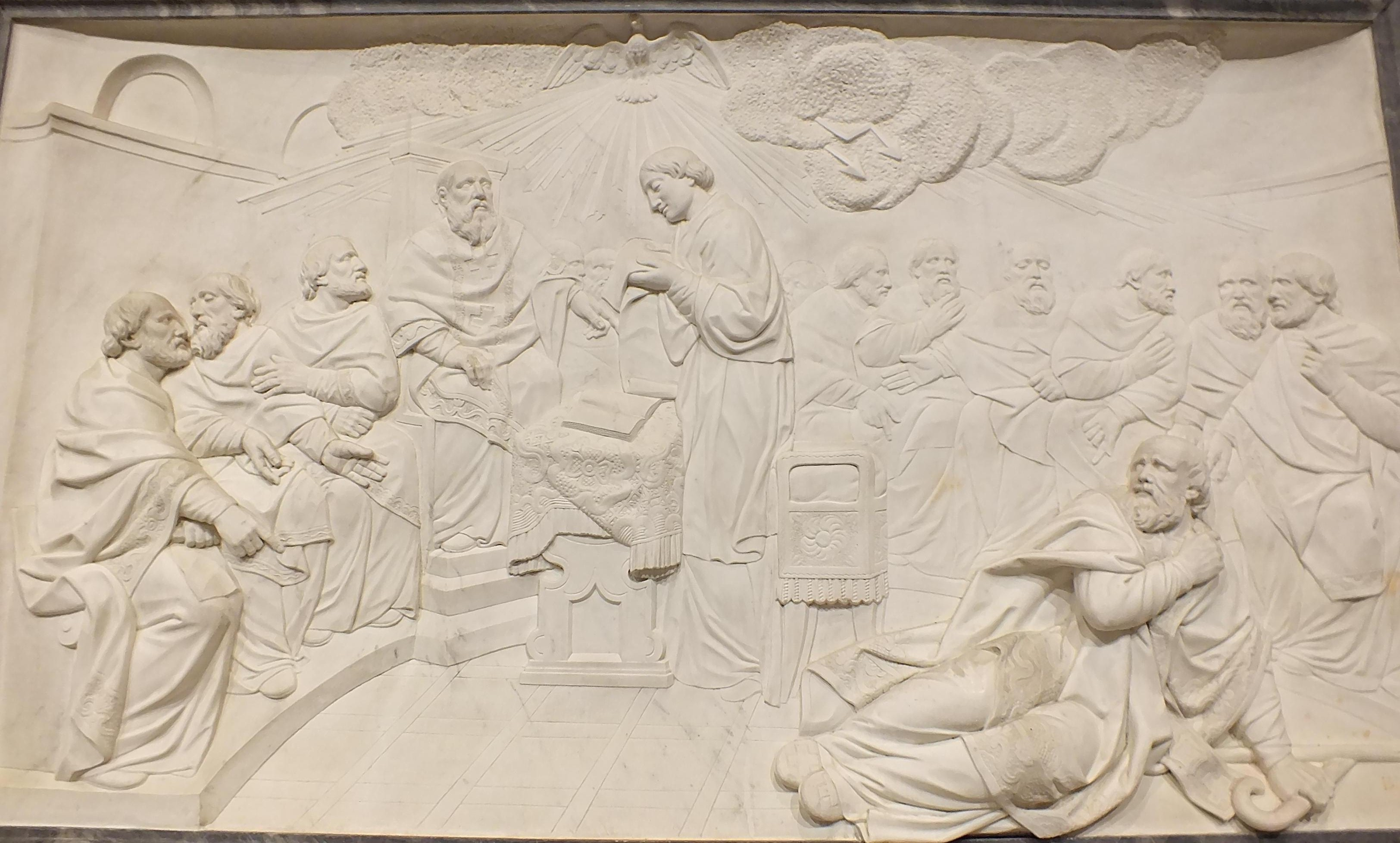
Condamnation de Nestorius au concile d'Éphèse par Charles-Antoine Bridan.

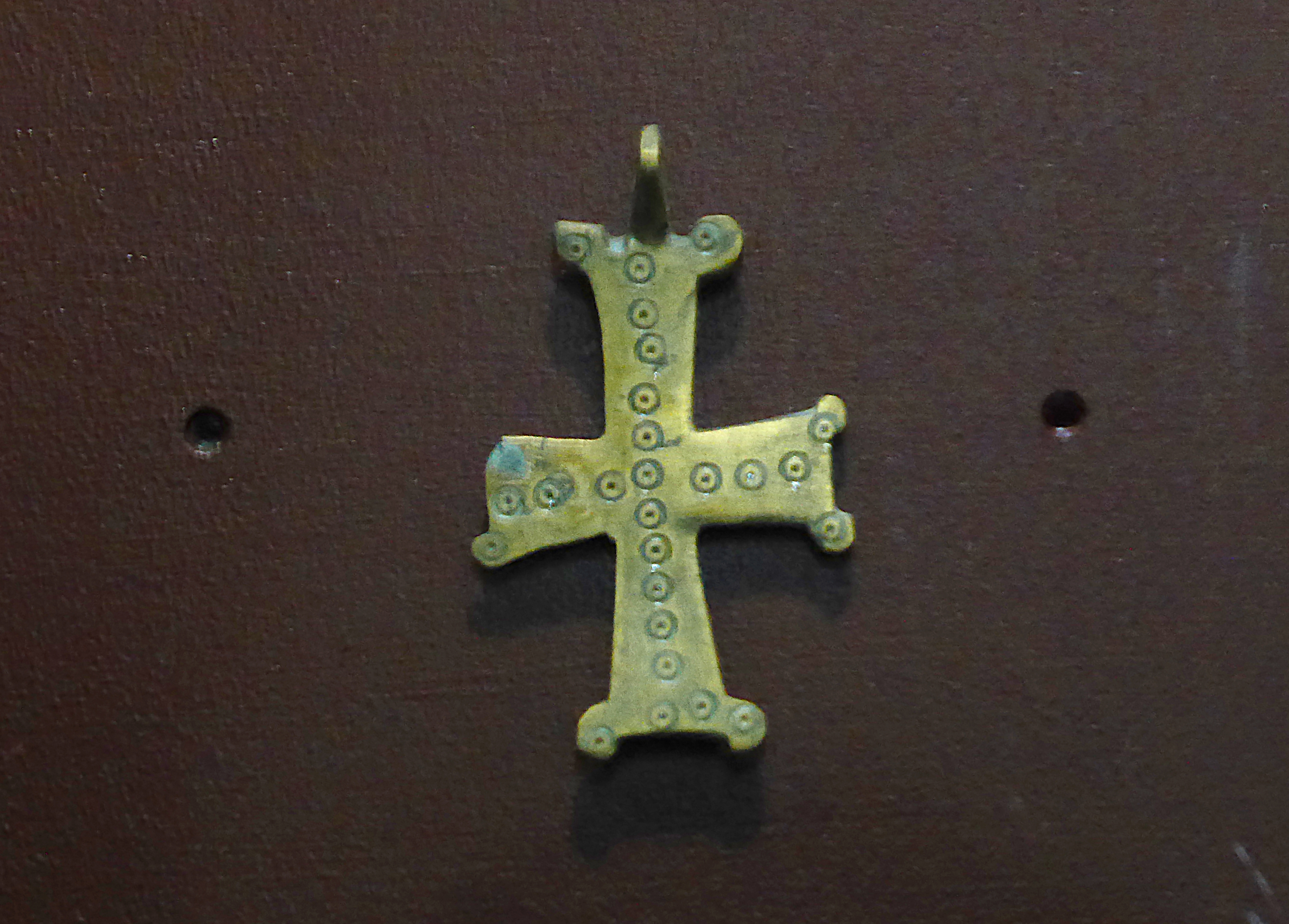
Croix nestorienne du Turkmenistan (Merv/Mary).

Le nestorianisme trouve son origine dans une controverse entre le patriarche de Constantinople, Nestorius, et celui d'Alexandrie, Cyrille. Ce dernier cherche et obtient le soutien de l'Église de Rome. Le concile d'Éphèse de 431 condamne les thèses de Nestorius, qui perdit la même année le patriarcat de Constantinople et finit exilé.
Le foyer intellectuel des partisans de Nestorius est l'École théologique de Nisibe sous l'impulsion de Barsauma.

### Point de vue en Orient
La doctrine christologique de l'Église de l'Orient a été formulée définitivement par le moine et théologien Babaï le Grand (v. 550-628), en des termes, d'ailleurs, qui s'écartent singulièrement de ce qu'on avait coutume de dénoncer comme l'« hérésie nestorienne » dans l'Église romano-byzantine (l'existence de deux « personnes » distinctes en Jésus-Christ). En fait, le désaccord se concentre sur le refus par les « nestoriens » du principe de la communicatio idiomatum (la possibilité d'attribuer à chaque nature du Christ ce qui relève de l'autre nature) : ainsi, les « nestoriens » refusent qu'on appelle la Vierge Marie Théotokos (Mère de Dieu) parce qu'elle n'est pour eux que la mère de l'homme Jésus, ou qu'on dise que « Dieu a souffert et a été crucifié » parce que seule la nature humaine de Jésus, selon eux, a subi ces épreuves (mais elle les a subies « unie à sa divinité », précise Babaï) ; les « nestoriens » pensent que cette « communication des idiomes » conduit au théopaschisme, qu'ils refusent.

### Point de vue en Occident
Dans l'Empire romain d'Orient à l'instigation de Justinien Ier se déroule la querelle dite des Trois Chapitres, contre les écrits de Théodore de Mopsueste, d'Ibas d'Édesse et de Théodoret de Cyr, accusés de nestorianisme. Elle aboutit en 553 à leur condamnation par le deuxième concile de Constantinople, malgré l'opposition du pape Vigile.
À la suite de la Réforme, des théologiens protestants sont accusés de nestorianisme parce qu'ils refusent de parler de Marie comme la Mère de Dieu, lui préférant le titre de Mère de Jésus.[réf. nécessaire]

### Nestoriens célèbres

Les églises de l'Orient au Moyen Âge : tout au long de leur parcours, les pèlerins trouvaient des communautés chrétiennes avec des églises et monastères pour les héberger.

Christianisme en Asie.

Diocèses de l'Église de l'Orient.

- Liste de nestoriens réputés (en)
- Yahballaha III (1244-1317), catholicos
- Nayan, prince mongol, vers 1300
- Rabban Bar Sauma, ouighour syriaque, de l'époque de Marco Polo, vers 1270-1300
- Doqouz Khatoun (?-1265), princesse turco-mongole
- Ketboğa (?-1260), officier mongol
- Sorgaqtani (1198-1252), princesse mongole
- Kütchlüg (?-1218), chef turc des Naïmans
- Mari ibn Sulayman (?-1140), historien, arabophone, théologien
- Abu Bishr Matta ibn Yunus (?-940), philosophe aristotélicien, traducteur
- Isaac de Ninive (vers 640 - vers 700)
- Bahira (620 ? - 700 ?), moine, arabo-syriaque
- Ichoyahb III, catholicos de l'Église apostolique assyrienne de l'Orient de 650 à 660
- Ichoyahb II (-645), catholicos
- Chirine (-628), épouse de Khosro II
- Anastase le Perse (?-628), soldat perse converti, moine
- Babaï le Grand (551-628), moine, abbé, patriarche
- Nuʿman (?-602), dernier roi lakhmide
- Alopen, moine, vers 600
- Aba Ier catholicos (?-552)
- Cosmas Indicopleustès, vers 500-550
- Narsaï (410-500), théologien syriaque
- Barsauma, évêque métropolitain de Nisibe, vers 460-490
- Domnus II d'Antioche (vers 400-450)
- Nestorius (381-451)
- Mar Isaac (?-411)
- Papa bar Aggai († 326), évêque de Ctésiphon
- Liste des primats de l'Église apostolique assyrienne de l'Orient

## Renouveau de l'approche sur le nestorianisme
Même si les opinions sur les « nestoriens » évoluèrent au fil des siècles, jusqu'à considérer, avec Bar Hebraeus, évêque jacobite du XIIIe siècle que « nestoriens, jacobites et chalcédoniens ne combattent que pour les désignations de l'union » mais « qu'ils pensaient également bien au sujet de la Trinité et de la conservation sans mélange des natures dont le Christ est composé », ou avec Richard Simon, en 1711, que « le nestorianisme d'aujourd'hui n'est qu'une hérésie imaginaire », le nom de Nestorius resta, durant quatorze siècles, indéfectiblement synonyme d'hérésiarque.
Ce n'est qu'à partir du début du XXe siècle, avec le développement des études orientales et la mise au jour de documents inconnus, que le portrait de Nestorius commença à se nuancer. La découverte, en particulier, du Livre d'Héraclide de Damas (une apologie que Nestorius écrivit alors qu'il était exilé en Égypte) amena le professeur Bethune-Baker à considérer que « Nestorius n'était pas nestorien ». Cette thèse n'étant pas partagée par tous pour autant.

### Déclaration christologique commune avec l'Église catholique
Le dialogue interconfessionnel entre l'Église catholique et l'Église apostolique assyrienne de l'Orient entrepris, depuis les années 1960, a abouti à la signature, le 11 novembre 1994, entre le pape Jean-Paul II (1920-2005) et le patriarche Mar Dinkha IV (1935-2015), d'une « Déclaration christologique commune ».
Sur la question de la qualification de Marie, les deux Églises déclarent:

« Mais le même Verbe de Dieu, engendré par le Père avant tous les siècles, sans commencement selon sa divinité, dans les derniers temps est né d'une mère, sans père, selon son humanité. L'humanité à laquelle la bienheureuse Vierge Marie a donné naissance a été depuis toujours celle du Fils de Dieu lui-même. C'est la raison pour laquelle l'Église assyrienne de l'Orient prie la Vierge Marie en tant que « Mère du Christ notre Dieu et Sauveur ». À la lumière de cette même foi, la tradition catholique s'adresse à la Vierge Marie comme « Mère de Dieu » et également comme « Mère du Christ ». Les uns et les autres nous reconnaissons la légitimité et l'exactitude de ces expressions de la même foi et nous respectons la préférence de chaque Église dans sa vie liturgique et sa piété. »

### Filmographie
- Robert Alaux, Les Derniers Assyriens, une histoire des Chrétiens araméens, Lieurac Productions, Paris, [2003], film documentaire, 52 minutes.